# 東淀川警察署
東淀川警察署（ひがしよどがわけいさつしょ）は、大阪府警察が管轄する警察署の一つ。

## 所在地
- 大阪市東淀川区豊新一丁目6番18号
  - 阪急京都本線 上新庄駅

## 管轄区域
- 大阪市東淀川区

## 沿革
- 1947年（昭和22年）12月21日 - 旧警察法施行に先行して大阪市淡路警察署となる。
- 1955年（昭和30年）7月1日 - 大阪市警察が大阪府警察に統合に伴い大阪府淡路警察署となる。
- 1974年（昭和49年）7月22日 - 大阪府東淀川警察署に改称。

## 交番
- 淡路駅前交番 - 大阪市東淀川区東淡路四丁目19番1号
- 淡路交番 - 大阪市東淀川区淡路三丁目16番18号
- 井高野交番 - 大阪市東淀川区井高野一丁目28番21号
- 大隅交番 - 大阪市東淀川区大隅二丁目5番11号
- 上新庄交番 - 大阪市東淀川区上新庄二丁目4番15号
- 新大阪駅東交番 - 大阪市東淀川区東中島一丁目17番24号
- 菅原交番 - 大阪市東淀川区菅原二丁目7番6号
- 崇禅寺駅前交番 - 大阪市東淀川区東中島三丁目17番2号
- 豊里交番 - 大阪市東淀川区豊里五丁目16番55号

## 不祥事
- 平成25年4月18日、ある女性が虐待を疑われる3歳の女児を保護し、警察に通報した。これに対して東淀川署の署員は独断で虐待の可能性は無いと判断し、淡路駅前交番にて児童虐待を疑われた女児の母親の同席させた上で通報者の住所などを取り調べた。警察官は「母親から女性に保護のお礼を言ってもらおうと考え、同席させた」としている。[1]結果として通報者の情報を相手に積極的に伝達した形となった。その後、通報者は嫌がらせを受けている。[2]これに対して大阪府警は謝罪している。[3]
- 平成25年11月18日、大阪市東淀川区の集合住宅でミイラ化した遺体が見つかった。死亡前後の10月17日、管理会社と東淀川署が住人の安否確認をしたが、発見現場となった部屋の様子が見えず、十分に確認しないまま終えた。安否確認と死亡の前後関係は不明だが、生存中に安否確認を尽くしていれば、死亡を未然に防げた可能性がある。[4][5]
- 平成26年7月11日、東淀川署の男性巡査部長(30)が、大阪市東淀川区で5月に発生した殺人事件の捜査書類を紛失した。聞き込み先約400人分の個人情報が記載された名簿のコピーなどが含まれていたという。府警は13日、大阪市北区のラーメン店の男性店員を窃盗容疑で逮捕した。大阪府警刑事総務課は「個人情報が漏れた可能性はほぼない」としている。[6][7]